# Astrachaňská oblast
Astrachaňská oblast (rusky Астраха́нская о́бласть) je oblast patřící do Jižního federálního okruhu Ruské federace. Leží na severozápadním pobřeží Kaspického moře a sousedí s Kalmyckou republikou na jihozápadě, s Volgogradskou oblastí na severu a s Kazachstánem na východě.
Území od 5. století osidlovaly turkické kmeny a po mongolské invazi se oblast stala součásti chanátu Zlatá horda, od roku 1460 téměř sto let existoval na jeho území Astrachaňský chanát. V roce 1556 se oblast stala součástí Ruska. Povrch regionu je tvořen z větší části stepí. Na území oblasti leží dvě státní přírodní rezervace, tři biologické rezervace a 35 uznaných přírodních památek.
Celková rozloha Astrachaňské oblasti je 44 100 km². V roce 2008 měla oblast 1 000 874 obyvatel. Mezi další významná města vedle Astrachaně patří Achtubinsk, Charabali a Znamensk. Astrachaňská oblast leží v Kaspické nížině na dolním toku řeky Volhy před jejím ústím do Kaspického moře.
Astrachaňská oblast je rozdělena do 11 administrativních rajónů, na 3 města oblastně a 3 města regionálně podřízená, 4 rajóny ve městech, 11 osad městského typu a 145 vesnic. Správním centrem je město Astrachaň, které má přes půl milionu obyvatel. V čele Astrachaňské oblasti stojí gubernátor Igor Jurjevič Babuškin.

## Historie
Astrachaňská gubernie byla založena v roce 1717 a tvořila jihozápadní hranici Ruského impéria. Její hranice se poměrně často měnily a k jejich ustálení na současné podobě došlo v roce 1919.

## Oblastní symboly

### Vlajka
Vlajka Astrachaňské oblasti je tvořena modrým listem o poměru stran 2:3 s uprostřed umístěnou zlatou korunou, tvořenou čelenkou se třemi, viditelnými listy a zlatou mitrou, zakončenou zlatou koulí s křížem a zpevněnou pěti, viditelnými oblouky, zdobených perlami, se zeleným vyložením. Pod korunou je stříbrný, orientální meč (šavle) se zlatou rukojetí a ostřím k dolnímu okraji a k žerdi.

## Geografie
Celá oblast leží v Kaspické nížině při ústí řeky Volhy do Kaspického moře. Podnebí je velmi suché a větší část území zabírá (především na východě) polopoušť. Na západě se půda využívá jako pastviny. Zcela zvláštní oblastí z hlediska přírodních podmínek je Volžsko-achtubské údolí (pojmenované podle dvou řek - Volhy a Achtuby), které přechází do rozlehlé delty řeky Volhy. Díky pravidelnému zaplavování je ideálním místem pro výtěr z ekonomického hlediska významných druhů ryb – jesetera, hvězdnatého jesetera, vyzy a dalších.

## Hospodářství
Nejvýznamnějším odvětvím je v Astrachaňské oblasti průmysl paliv (cca 60% produkce v celé Ruské federaci). Zdejší komplex se specializuje na výrobu technické síry, motorové nafty, benzínu a dalších produktů z ropy a zemního plynu. Významné jsou také loděnice v hlavním městě Astrachaň. Na území oblasti se nacházejí zásoby ropy, zemního plynu a sádrovce.
V roce 2016 je Astrachaňská oblast s dluhem 131,4 miliard rublů nejzadluženější oblastí Ruské federace. V důsledku ostré rozpočtové krize plánuje ruská vláda v roce 2016 na další tři roky takřka sedminásobně snížit objem rozpočtových úvěrů pro regiony, což dostane Astrachaňskou oblast spolu s dalšími 19 regiony na pokraj bankrotu.

## Obyvatelstvo
Většinu obyvatelstva tvoří Rusové (70 %). Další významným národem jsou Kazaši, kteří tvoří více než 14 % obyvatelstva (to je největší skupina Kazachů ze všech federálních subjektů Ruska). Astrachaňská oblast je také historicky územím obývaným Tatary.
| Národnost                                    | Počet v roce 2002 (tis.) |
| -------------------------------------------- | ------------------------ |
| Rusové                                       | 700,6 (70,0 %)           |
| Kazaši                                       | 142,6 (14,3 %)           |
| Tataři                                       | 70,6 (7,0 %)             |
| Ukrajinci                                    | 12,6 (1,2 %)             |
| Čečenci                                      | 10,0 (1 %)               |
| Ázerbájdžánci                                | 8,2                      |
| Arméni                                       | 6,3                      |
| pouze národnosti s více než 5000 příslušníky |                          |

## Administrativní dělení
Astrachaňská oblast se dělí na 11 rajónů, 2 městské okruhy (Astrachaň, Achtubinsk) a 1 uzavřený administrativně-územní útvar (město Znamensk, které je pod přímou správou federální vlády).